# Museo della carta di Pescia
Il Museo della Carta di Pescia si trova nel fondovalle del fiume Pescia, ai piedi del piccolo borgo di Pietrabuona, a circa tre chilometri da Pescia. È l'unico museo in Toscana che documenta, protegge e tramanda l'arte della carta a mano. Fondato nel 1996 da enti pubblici, privati ed aziende riuniti nell'Associazione Museo della Carta di Pescia Onlus, ha la propria sede operativa nella settecentesca Cartiera Le Carte, acquistata nel 2003 dall'Associazione stessa. Nell'anno 2021 il museo è stato riconosciuto Museo di rilevanza regionale dalla Regione Toscana ed inserito nel Sistema museale nazionale.

## Descrizione
Il museo conserva circa 7.000 pezzi fra forme filigranate da carta, cere da filigrana, punzoni, teli metallici e timbri e 600 metri lineari di documenti relativi alle Antiche cartiere Magnani di Pescia che costituiscono l'Archivio storico Magnani.

Fa parte di La Via della Carta in Toscana, un progetto di sistema diffuso di archeologia industriale cartaria distribuito nelle province di Lucca e Pistoia, portato avanti in collaborazione con il Distretto cartario di Lucca.

## Percorso museale
Il primo, secondo e terzo piano attualmente (novembre 2021) sono in fase di restauro e verranno aperti al pubblico a lavori ultimati.

### Piano terra

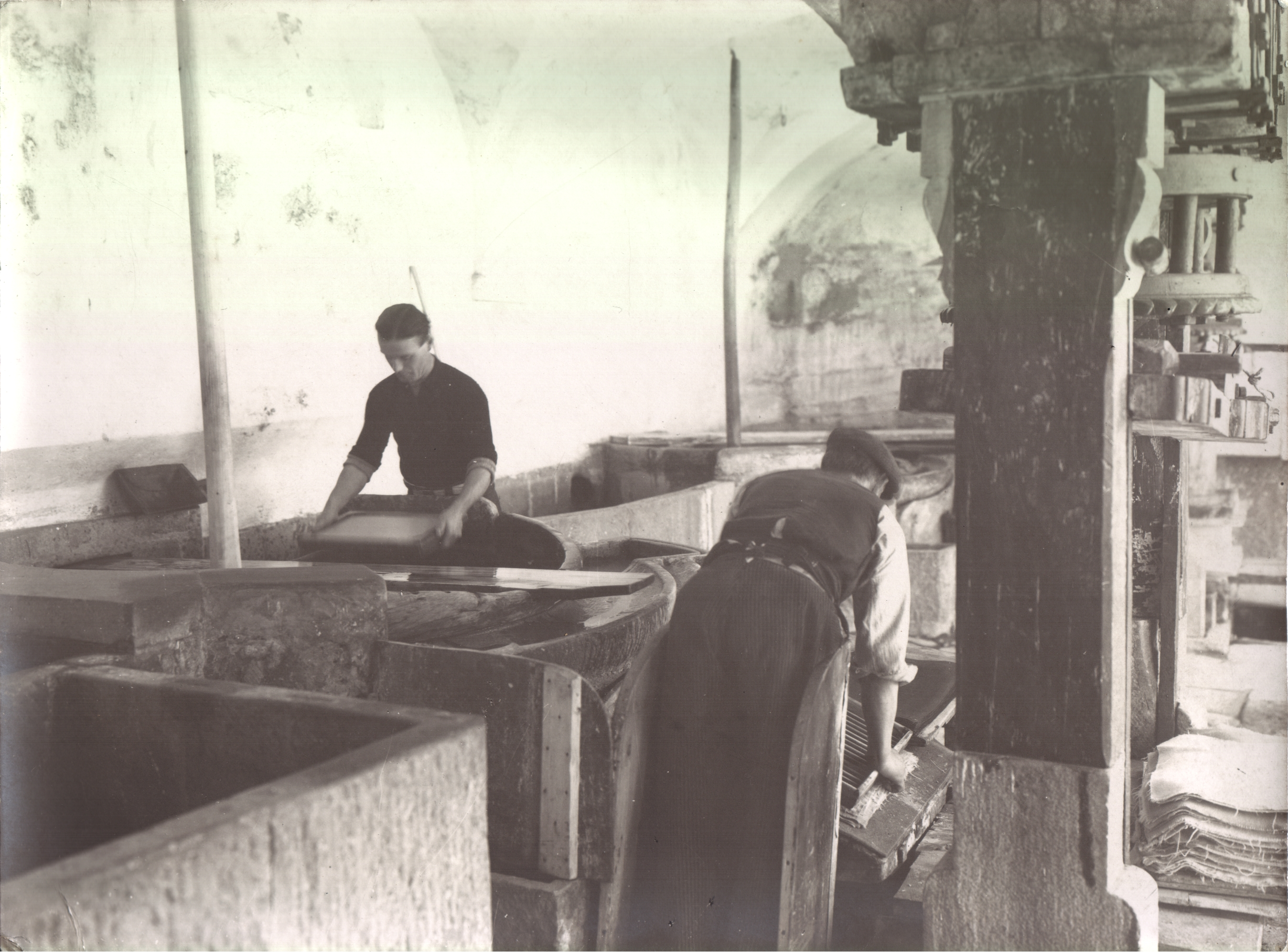
Sala dei tini. Primi decenni secolo XX

Al piano terra si trova un ampio locale con volte a crociera dove un tempo erano allocate le fasi della lavorazione che sfruttavano l'energia idraulica. Nella prima sala multimediale una postazione touch screen ed una ricostruzione tridimensionale in scala dell'edificio, permettono di visitare l'intera cartiera; alcuni video mostrano tutte le fasi di lavorazione legate alla creazione della carta a mano: dall'arrivo delle balle di stracci alle risme di carta; una voce narrante accompagna le immagini con brani tratti dal libro di Carlo Magnani, Ricordanze di un cartaio. Una seconda postazione touch screen consente di scoprire le collezioni del museo.

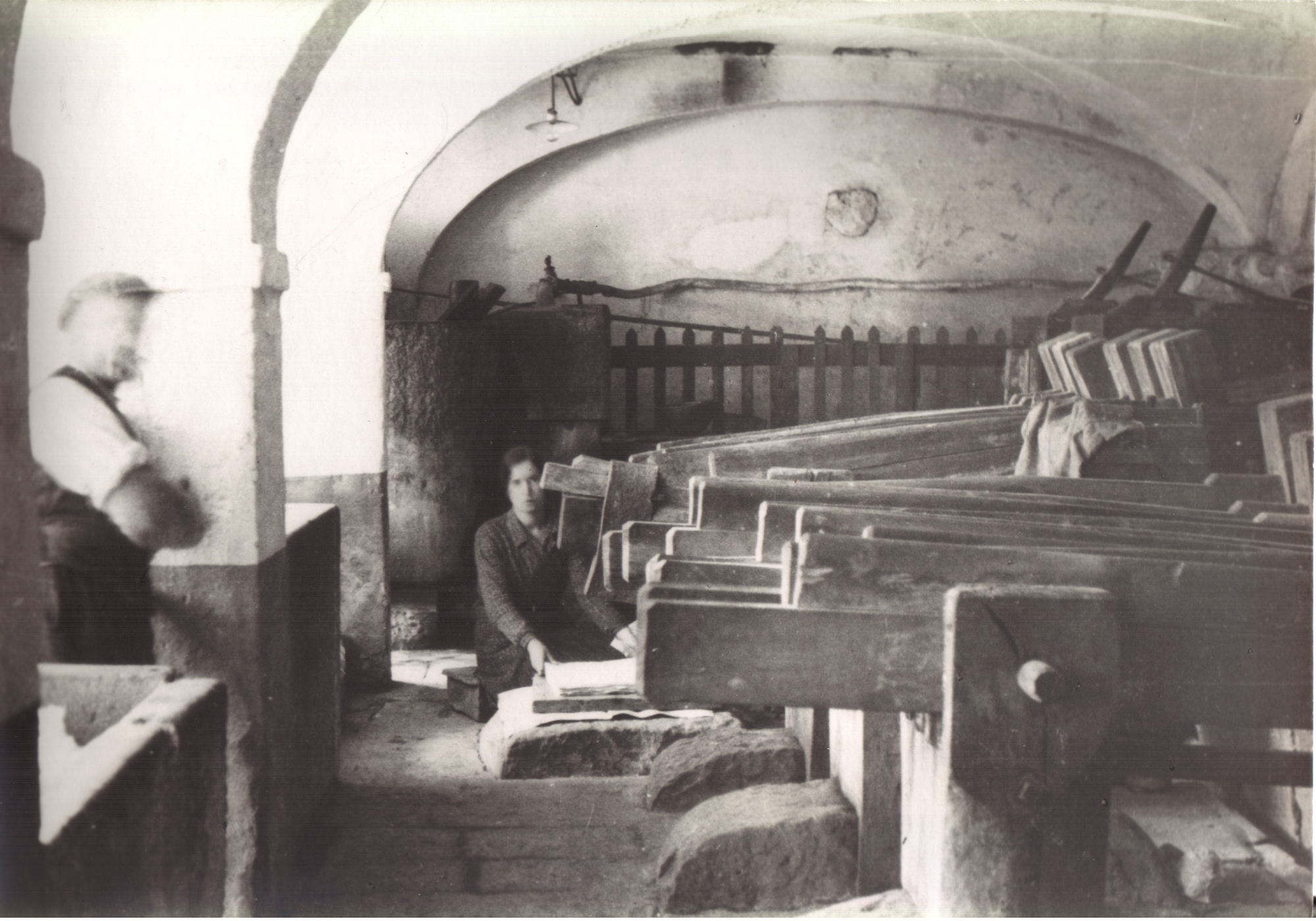
Sala delle pile e del maglio. Inizio secolo XX

Il percorso continua nella restaurata Sala dei Tini, dove è possibile assistere alla creazione di carta fatta a mano da parte dei mastri cartai dell'impresa Carlo Magnani Pescia; si procede quindi nella Sala delle Pile a maglio; infine si può visitare la Sala delle Filigrane dell'Archivio storico Magnani dove sono esposte una selezione di forme da carta filigranate.

### Piano primo
Qui troviamo la Bottega, luogo nel quale la carta veniva fatta riposare e dove venivano svolte tutte le opere di allestimento: dalla scelta, alla realizzazione delle risme, alla piegatura delle buste. 

### Piano secondo

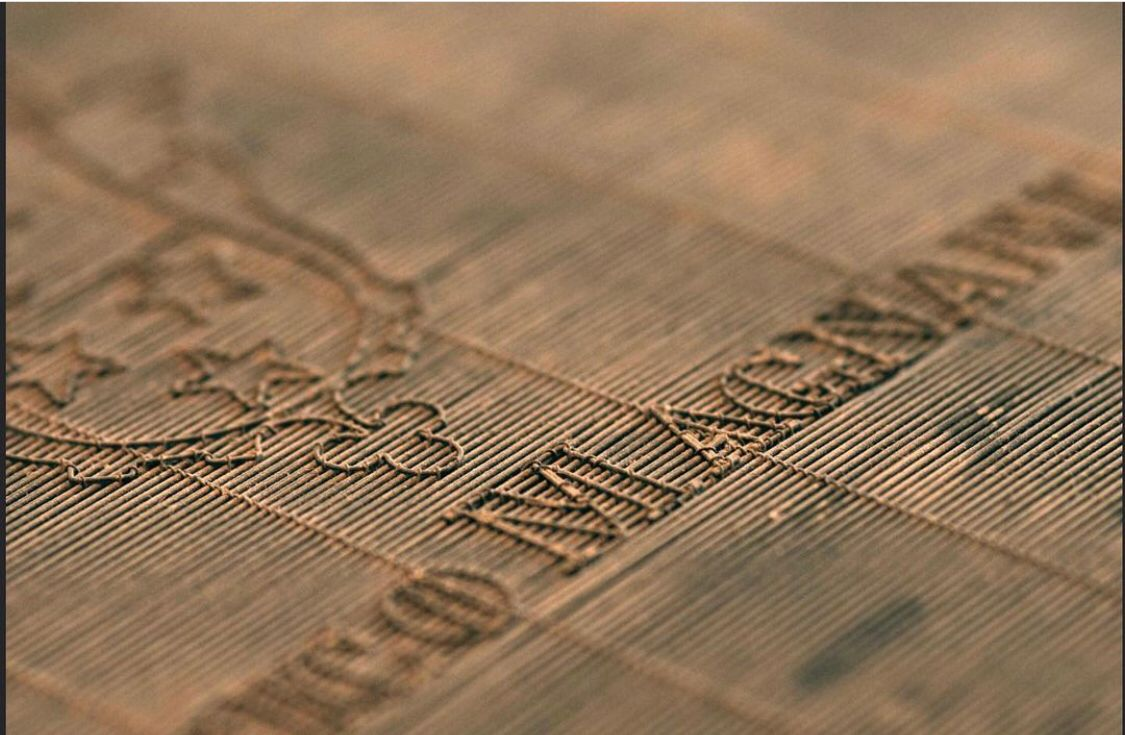
filigrana di Magnani

Questa parte dell'edificio era riservata agli appartamenti degli operai che lavoravano e vivevano all'interno della cartiera. Una volta recuperati, gli spazi ospiteranno il deposito visitabile delle collezioni permanenti.

### Piano terzo
Questa parte dell'edificio, provvisto di caratteristici “finestroni” dotati di chiusure regolabili, è denominata spanditoio; veniva usata per asciugare i fogli di carta realizzati. Lo spanditoio accoglierà una sala conferenze, una sala didattica e spazi per mostre temporanee.

## Cartiera Le Carte

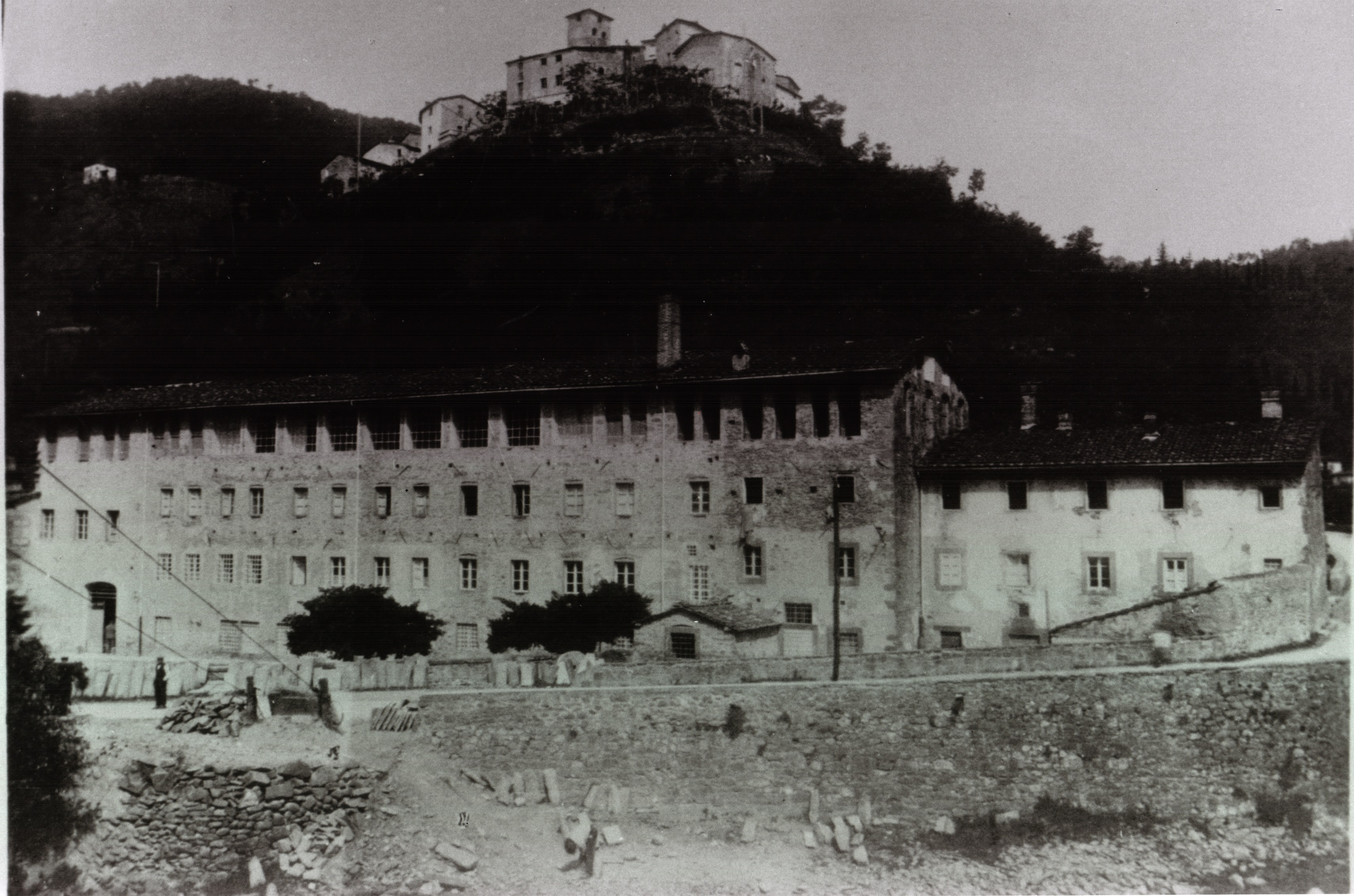
Cartiera Le Carte nel 1929

L'antico opificio da carta, denominato Le Carte, è uno dei monumenti più rilevanti di archeologia industriale presenti sul territorio. È rappresentativo del tipico modello di sviluppo della manifattura cartaria genovese–toscana nei secoli del medioevo e dell'intera età moderna, sia per quanto riguarda la collocazione, quasi al centro del “distretto cartario” del torrente Pescia, sia per i canoni architettonici, sia per le antiche attrezzature che ancora conserva.
Costruito nel 1712, fu ampliato nel 1725 dalla famiglia Ansaldi che poi nel 1825 lo cedette ad Agostino Calamari. Nel 1860 fu poi acquistato dalla famiglia Magnani ed ha continuato a produrre carta fatta a mano fino al 1992 per clienti quali le Ferrovie dello Stato, Alfa Romeo, Walt Disney, Visa, Armani, Banca d'Italia, Montecatini Edison, Italgas, Motta, Ilva, Pignone, Pirelli, Finsider, ENI, AGIP, Esso. Nel 1995 l'edificio è stato sottoposto a vincolo della Soprintendenza per i Beni Ambientali ed Architettonici.

### Restauro
Dopo l'acquisizione dell'edificio, l'Associazione Museo della Carta di Pescia Onlus ha avviato un progetto di ristrutturazione degli spazi per salvaguardarne gli aspetti storici e per consentire la funzionalità del museo. I lavori prevedono la suddivisione della cartiera in tre aree:
- l'ala ovest, il cui restauro è già terminato, ospita l'Archivio storico Magnani;
- l'ala centrale ospiterà il museo con tutti i macchinari impiegati nella lavorazione e nella produzione della carta ed i circa 7000 pezzi che compongono le collezioni;
- l'ala est accoglierà l'ingresso del museo, la biglietteria, il negozio e gli uffici.

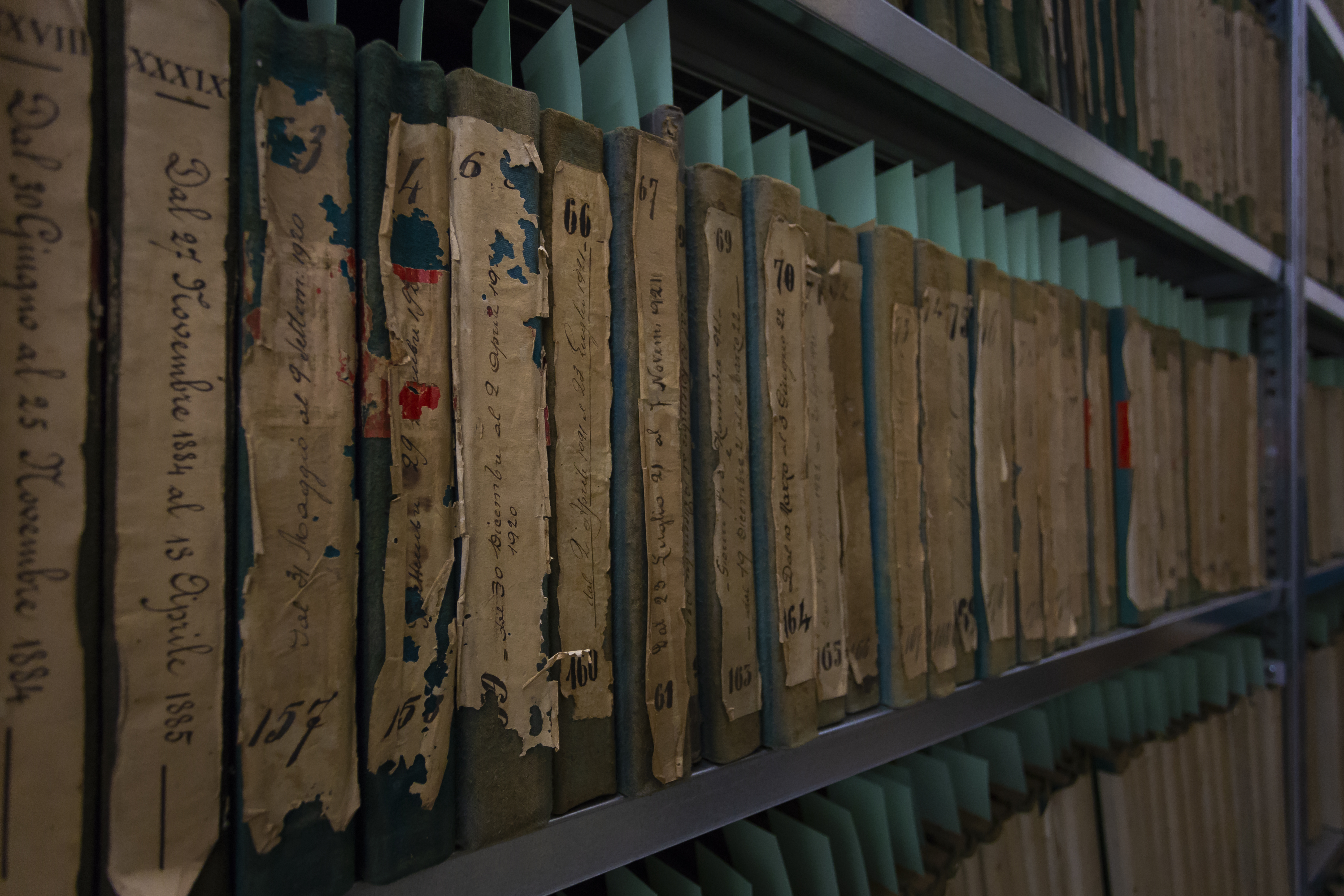
Archivio storico Magnani

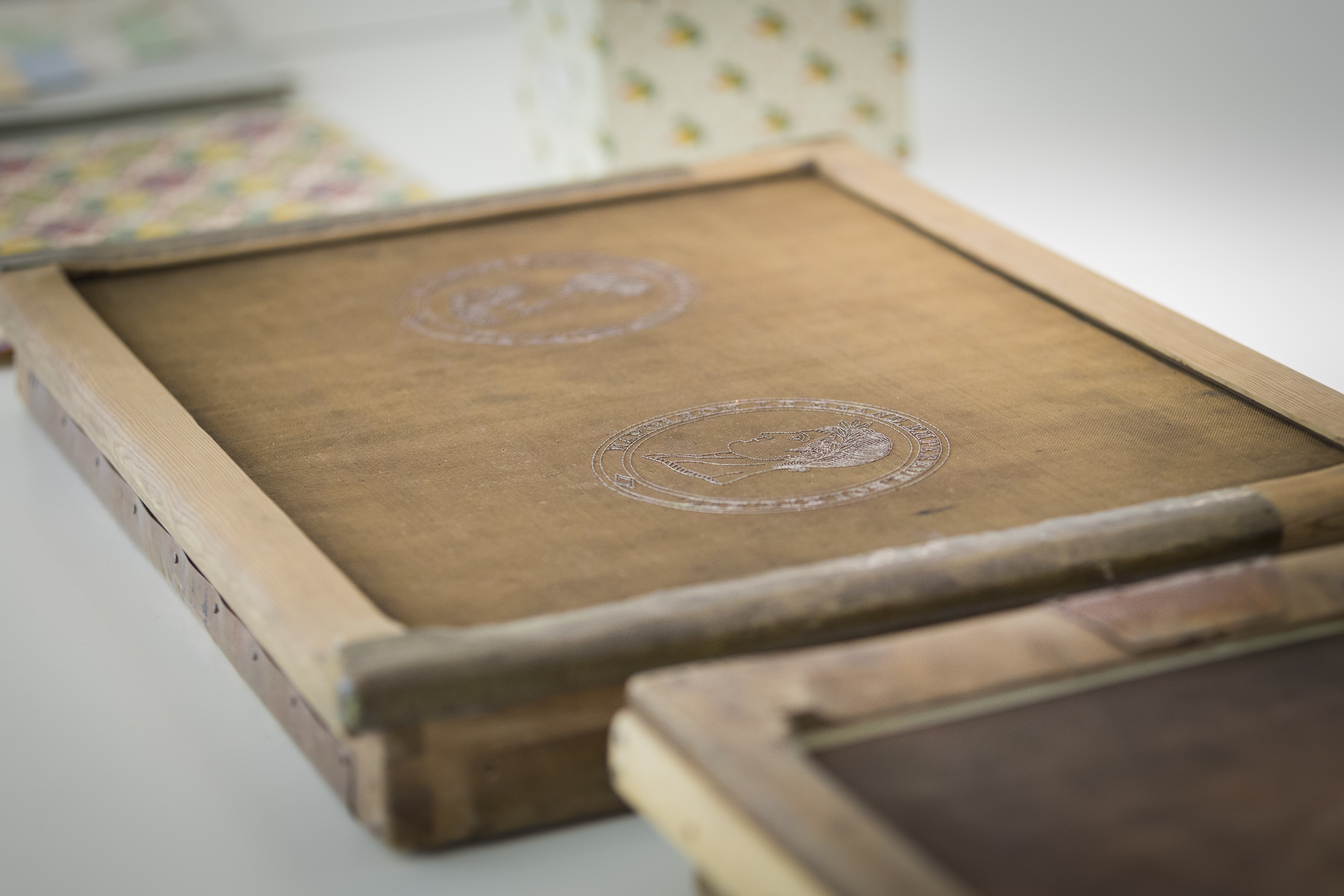
Archivio storico Magnani. Filigrane

## Archivio storico Magnani
L' archivio è stato collocato nel 2016 nella prima ala restaurata dell'edificio. Ospita i documenti storici dell'impresa Magnani tra il XVIII secolo ed i primi anni del XXI; tra di essi i documenti del personale, i registri aziendali, gli scritti e le carte di Carlo Magnani. Attraverso questa documentazione è stato possibile ricostruire l'attività storica della cartiera ed i legami imprenditoriali dell'impresa Magnani con altre industrie in Italia e all'estero. L'archivio è al momento (2021) in fase di ordinamento.

## Impresa sociale Magnani Pescia S.r.l.
Nel 2018 il Museo ha dato vita all'Impresa sociale Magnani Pescia srl che, dopo un passaggio intergenerazionale di competenze, ha ripreso la fabbricazione di carta rigorosamente fatta a mano filigranata a marchio Enrico Magnani Pescia.